# Attacchi

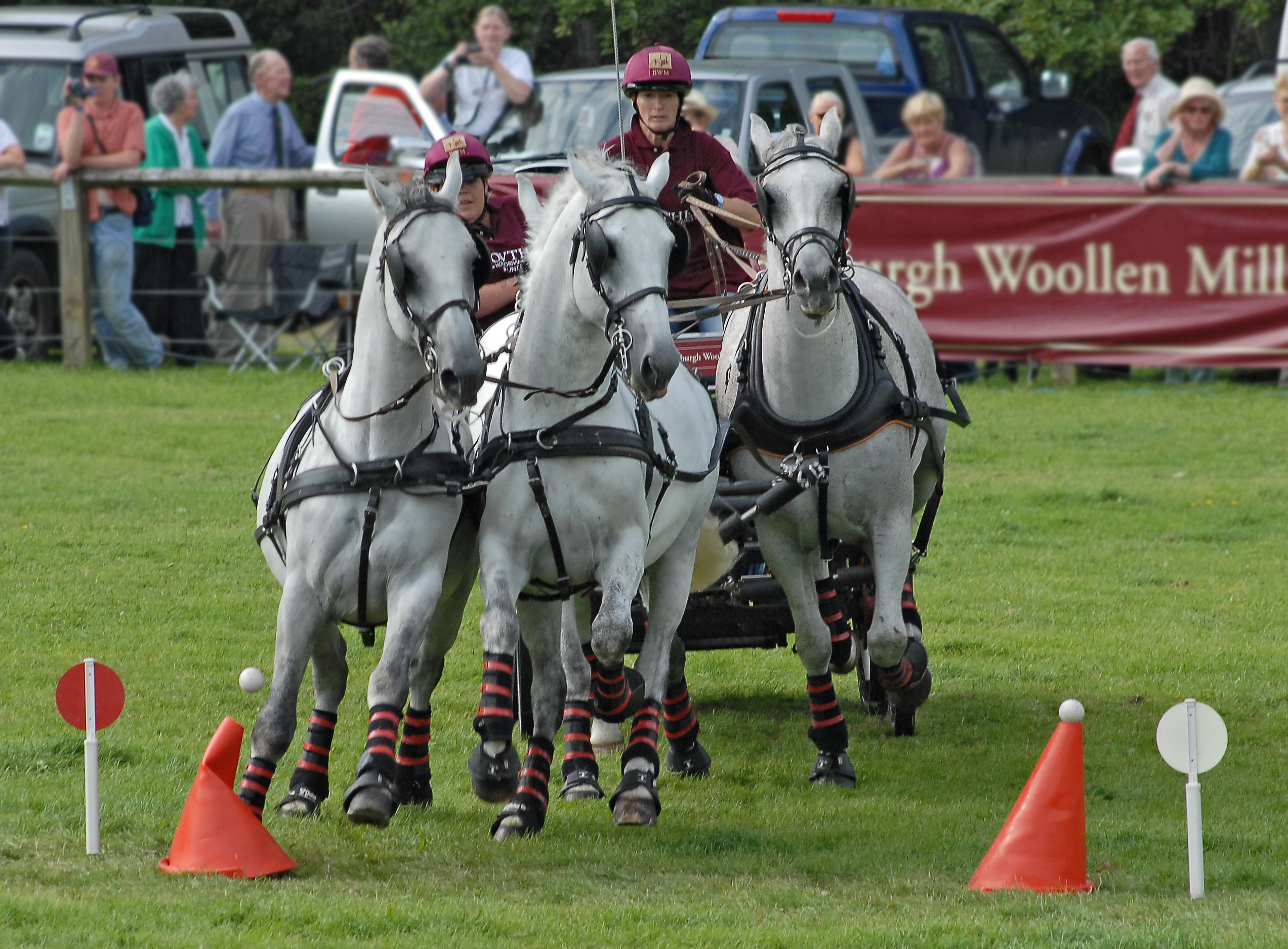
Un tiro a quattro

Attacchi è un insieme di discipline sportive basate sulla guida di veicoli trainati da cavalli.

## Storia

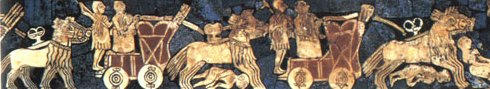
Particolare dello stendardo di Ur (2500 a.C. circa).

Sin dall'antichità l'uomo utilizzò il cavallo per trainare carichi e persone. Lo dimostrano diversi dipinti murari ma soprattutto bassorilievi provenienti dal Medio Oriente e risalenti al II millennio a.C. Sono state persino trovate in Iran delle ruote piene del 3500 a.C. circa. Questa attività si perfezionò durante i millenni e nel XVIII secolo divenne una disciplina sportiva.

## Concorso di attacchi
Esistono diverse tipologie di competizioni di attacchi che si differenziano per le azioni richieste. Inoltre ogni tipologia ha le sue categorie relative al tipo di attacchi (a uno, due o quattro cavalli) e al livello tecnico.

### Attacchi sportivi

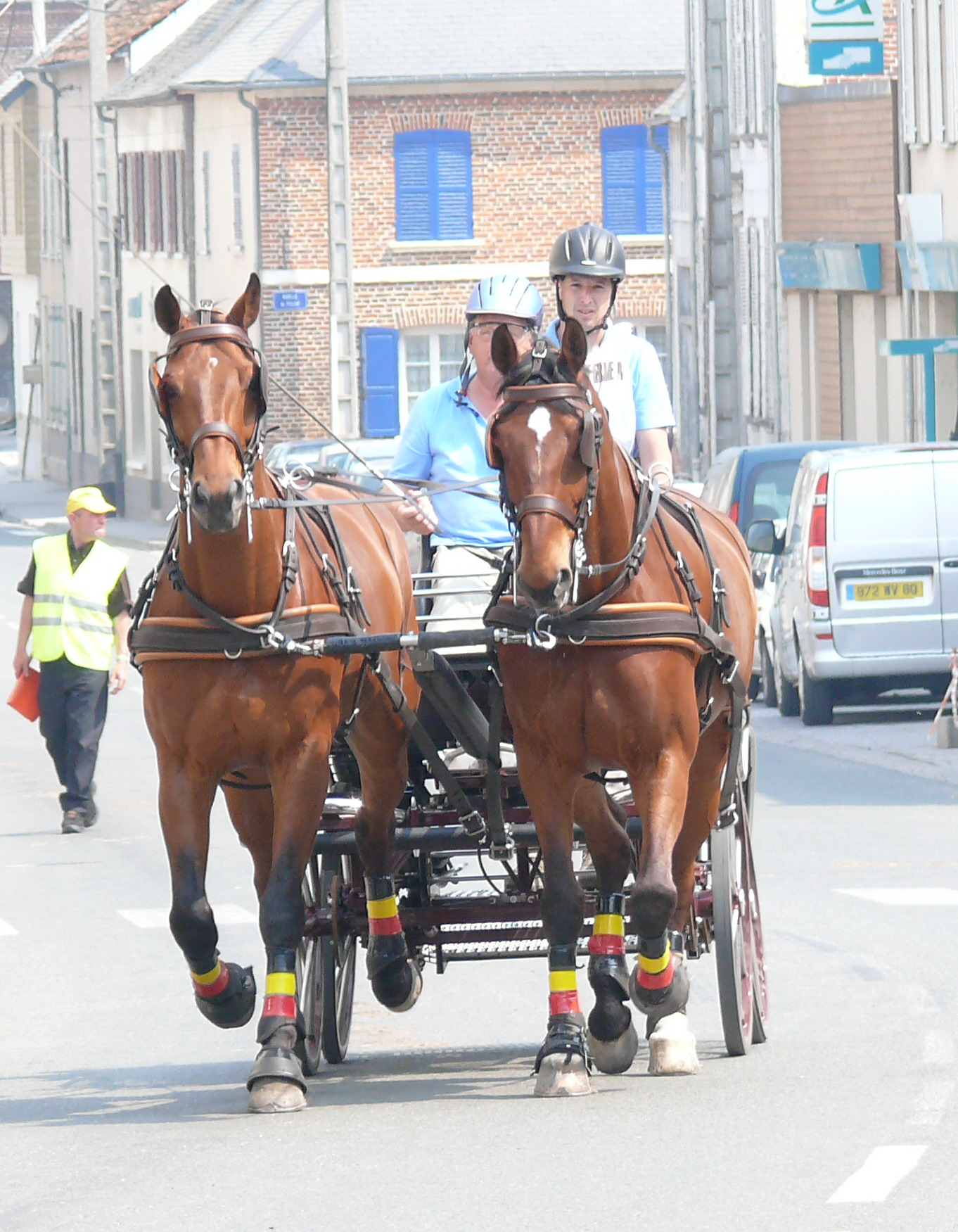
Maratona

Il concorso di attacchi è costruito sul modello del concorso completo di equitazione cioè si svolge in tre giorni e durante ognuno di essi si svolge una prova. Vince la competizione l'equipaggio che ha totalizzato il minor numero di penalità.
La prova A è il dressage. Si svolge in un rettangolo di 100x40 metri ed è valutato da uno, tre o cinque giudici. Consiste nell'eseguire alcune figure al passo, al trotto riunito, di lavoro o allungato. Il galoppo è previsto solo per gli attacchi singoli. Oltre alla correttezza delle figure vengono considerati anche l'atteggiamento del cavallo, l'obbedienza, l'eleganza, ecc. Sono usate carrozze d'epoca o copie fedeli di queste ultime.
Fino al 1988 la prova A era preceduta da un'altra "miniprova" che giudicava l'aspetto estetico degli equipaggi (i finimenti, la carrozza, ecc).
La prova B è la maratona e mette alla prova velocità e resistenza dei cavalli. Inoltre incide molto sul risultato finale del concorso. Si svolge su un percorso di 20 km al massimo che devono essere percorsi in due ore circa contando anche due soste obbligatorie di dieci minuti ciascuna. La prova è suddivisa a sua volta in cinque sezioni:
- A: è un percorso lungo 7 chilometri che va percorso alla velocità di 15 km/h. Il guidatore ha la possibilità di scegliere l'andatura ma solitamente è preferito il trotto;
- B: è lunga 1 km ed è affrontata al passo ad una velocità media di 7 km/h. Subito dopo ha luogo la prima sosta;
- C: consiste in un percorso più impegnativo che deve essere affrontato al trotto alla velocità di 19 km/h;
- D: si svolge al passo ed è seguita dalla seconda pausa di 10 minuti durante la quale viene anche effettuato un controllo veterinario;
- E: è lunga 10 km e va percorsa alla velocità di 14 km/h ed è caratterizzata da massimo otto ostacoli fissi, che possono essere naturali o artificiali.

Le ultime indicazioni spesso omettono le sezioni B e C per pariglie e tiri a 4, mentre per isingoli la gara si svolge solo sulle fasi A,D,E. In questi casi la lunghezza complessiva del percorso si accorcia attorno ai 19 km circa.
La prova C o gimcana o ancora percorso di ostacoli mobili è caratterizzata da massimo venti porte. Queste sono costituite da due coni in cima ai quali si trova una pallina. Cavalli e vettura devono passare in mezzo ai due coni senza urtarli per non far cadere la pallina. Ciò causerebbe penalità.
Le attività sopra descritte possono combinarsi fra loro formando altre discipline come:
- il derby che è il risultato di una combinazione di ostacoli mobili e fissi nello stesso percorso;
- la combinata che prevede il dressage seguito da un'eventuale pausa di 10 minuti e poi dal percorso di ostacoli mobili (che non ha luogo nel rettangolo da dressage).

### Attacchi di tradizione
Non necessitano vere e proprie doti sportive da parte di cavalli e mostrano equipaggi tali e quali a quelli usati nei secoli precedenti. Ne esistono due tipi.
L'eleganza prende spesso posto in luoghi di prestigio e con carrozze d'epoca originali o repliche esatte. L'intero equipaggio viene ispezionato attentamente dai giudici che valutano tenuta del guidatore e dei groom, finimenti e carrozza e la pulizia del tutto. Talvolta si effettuano anche prove in movimento.
La tradizione è composta da tre prove:
- la prima è identica all'eleganza;
- la seconda è un percorso dai 4 ai 15 km che mette alla prova la regolarità delle andature. Si possono incontrare alcuni ostacoli di natura poco difficile da superare;
- la terza è un percorso ad ostacoli mobili simile alla terza prova degli attacchi sportivi ma con delle porte più larghe.

### Tiro pesante

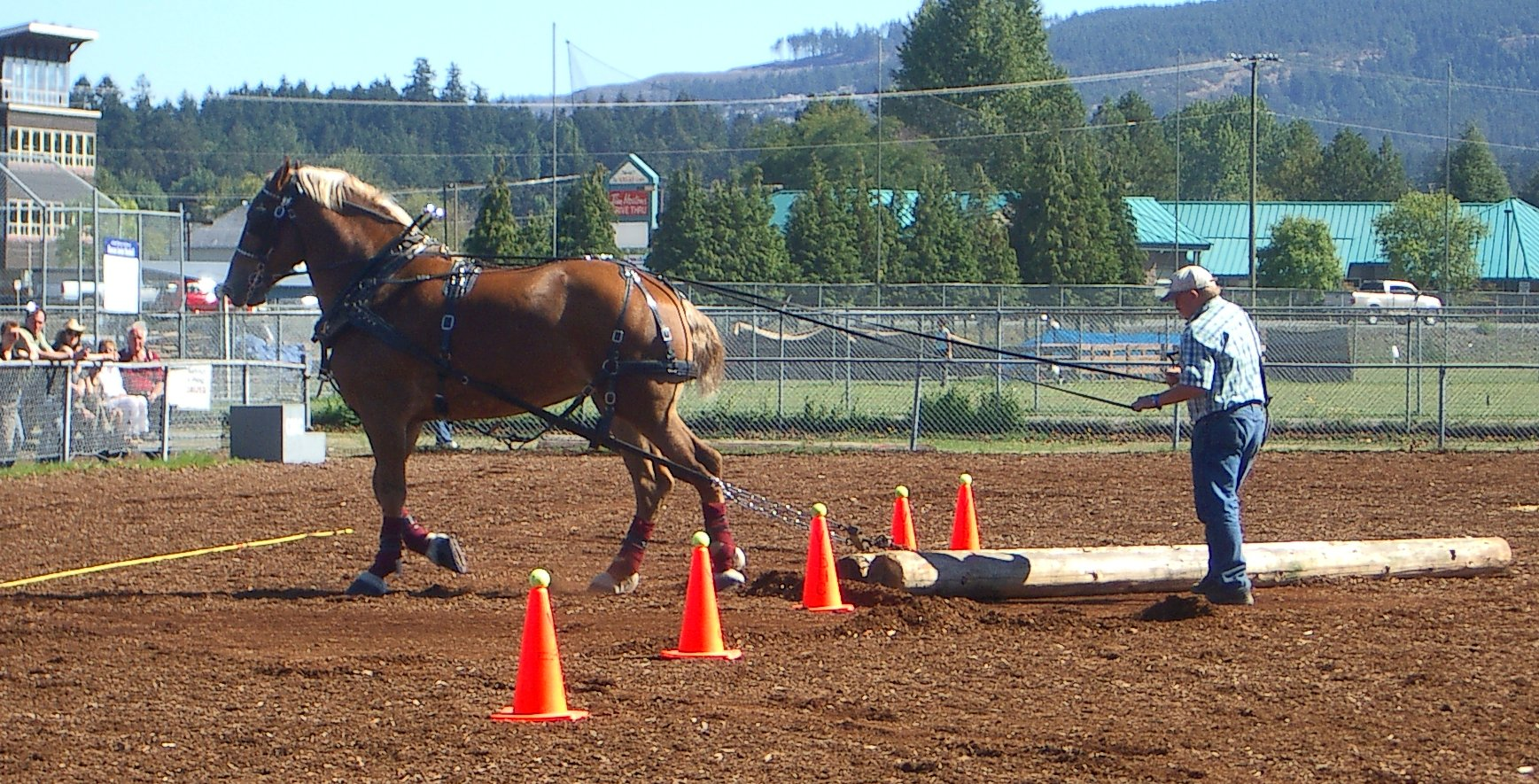
Gara di Traino del tronco

Esistono prove simili alle precedenti riservate a cavalli da tiro. Esse sono diffuse soprattutto all'estero. Ve ne sono di diversi tipi come la prova da tiro che consiste nel trainare una grande slitta il cui peso dipende dal cavallo e il traino del tronco. 
Anche le prove degli attacchi sportivi esistono nella versione per cavalli pesanti.

## Tipi di attacchi
Esistono numerosi modi di attaccare i cavalli. Negli attacchi con più di un cavallo si distinguono sempre i cavalli di timone, normalmente più vicini alla carrozza e che tirano la maggior parte del carico, e quelli di volata, che sono generalmente davanti a quelli di timone e servono proprio ad "invogliarli" ad andare avanti e a definire maggiormente la traiettoria dell'equipaggio. Le disposizioni più comuni sono:
- il singolo: un unico cavallo;
- la pariglia: due cavalli uno accanto all'altro;
- il tandem: due cavalli uno di seguito all'altro, dei quali quello davanti è detto di volata e quello dietro di timone;
- il tiro a quattro: quattro cavalli in totale, di cui una pariglia davanti di volata e una dietro di timone.

Esistono numerose altre disposizioni per lo più locali, come:
- la troïka, di origine russa, è composta da tre cavalli, tipicamente degli Orlov, disposti uno accanto all'altro, che tirano un calesse o una slitta. Quello centrale è di timone e va al trotto, mentre gli altri due alle estremità sono di volata e vanno al piccolo galoppo;
- l'attacco a quattro in parallelo, usato ancora in Svizzera, o la quadriga, usata dagli antichi Greci e Romani;
- la diligenza del San Gottardo, che collegava le città di Andermatt e Airolo, adesso sopravvive solo per fini turistici. È formata da tre cavalli di volata, allineati davanti ad una pariglia di cavalli detti carrozzieri;
- il tiro a sei o della Regina, formato da tre pariglie una davanti all'altra.

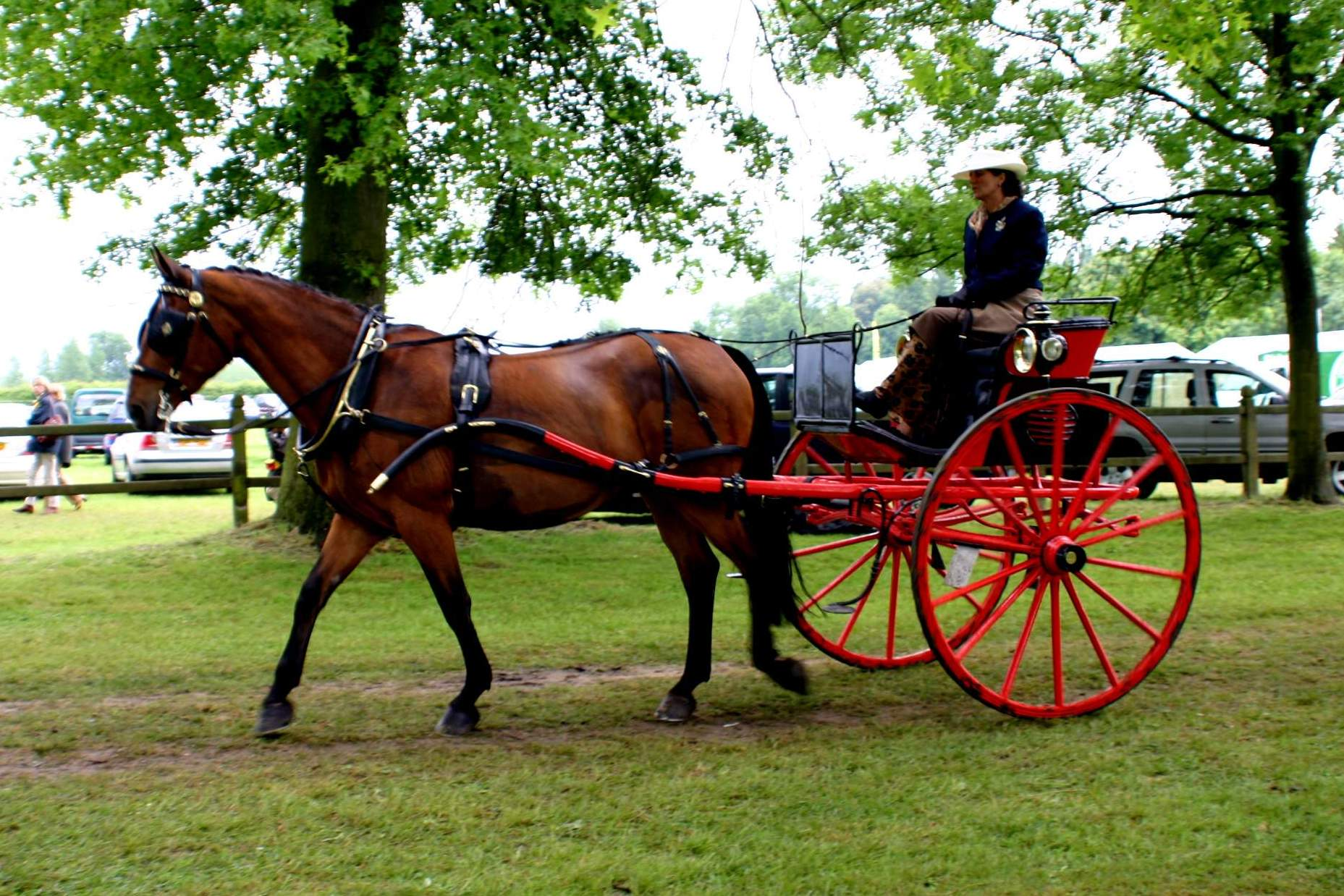
Un tiro singolo
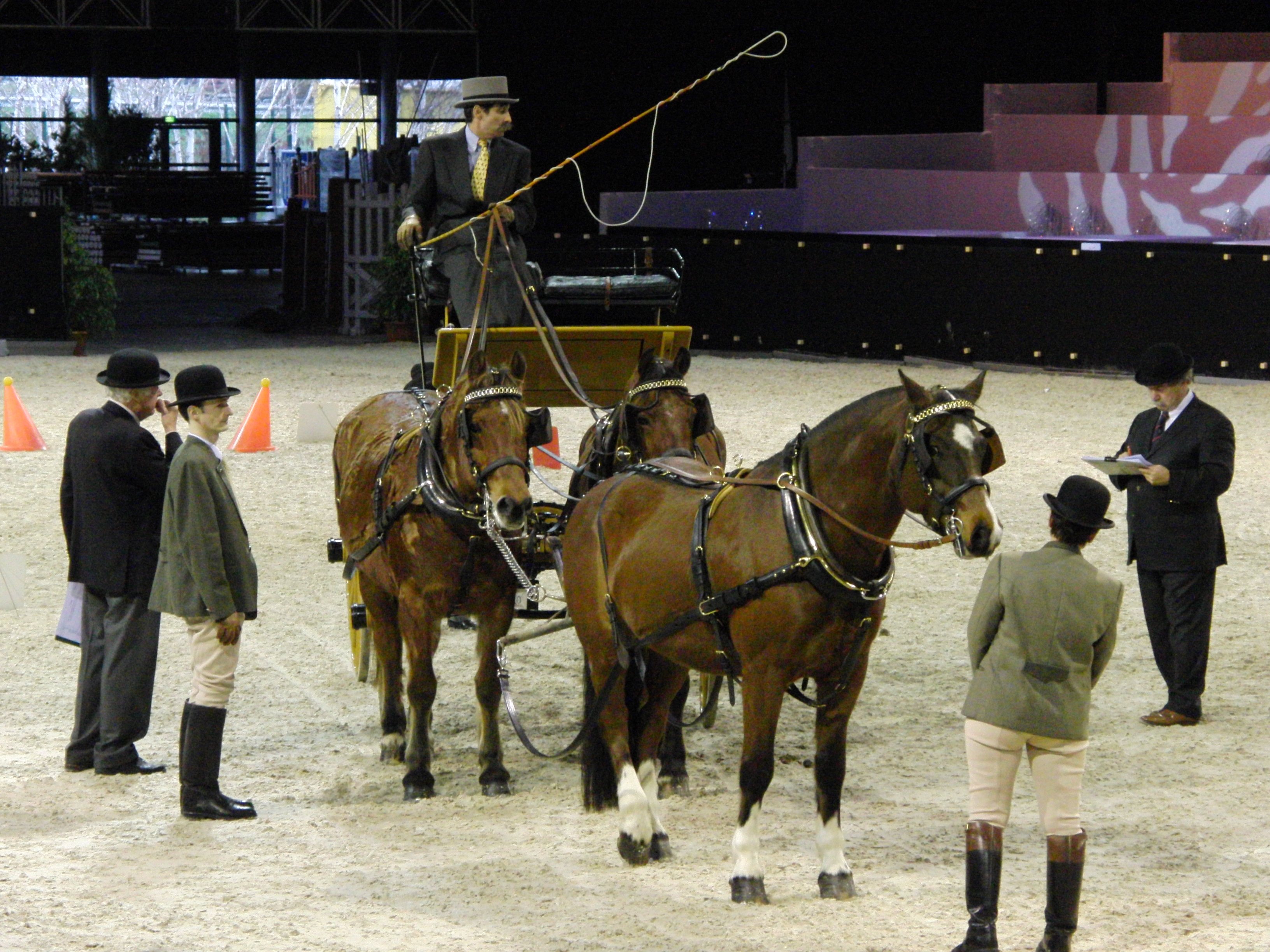
Un tiro a tre
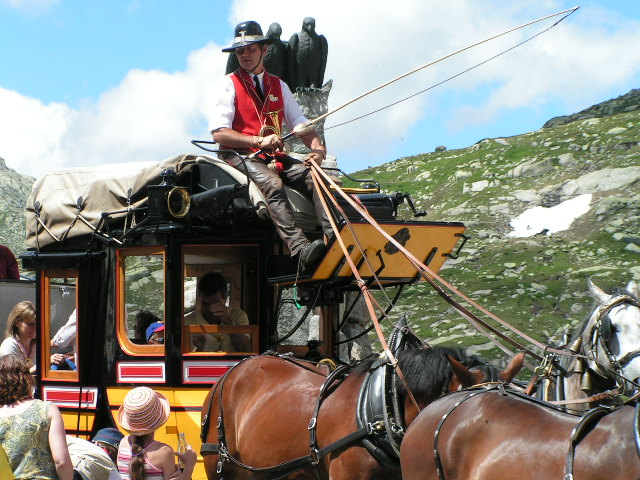
La diligenza del Gottardo

## Carrozze
Esistono differenti modelli di carrozze che si distinguono per numero di ruote, fine, proporzioni, numero di cavalli richiesti e disposizione dei posti per guidatore, groom ed eventuali passeggeri.
Oltre alle carrozze "classiche" che sono utilizzate per la prova A e C degli attacchi sportivi esiste un altro modello molto più moderno e meno elegante destinato alla maratona (fase B). Quest'ultimo è attrezzato con tecnologie moderne come sospensioni a balestra e freni a disco per adattarsi alle asperità del percorso.